# Bundeskoordination Internationalismus
Die Bundeskoordination Internationalismus (BUKO) (früher: Bundeskongress entwicklungspolitischer Aktionsgruppen) ist ein Dachverband, dem über 120 Eine-Welt-Gruppen, entwicklungspolitische Organisationen, inter- bzw. transnationalistische Initiativen, Solidaritätsgruppen, Läden, Kampagnen und Zeitschriftenprojekte sowie zurzeit fast 100 Einzelpersonen angehören.

## Ziele und Organisationsstruktur
Die Bundeskoordination Internationalismus steht für emanzipatorische Politik, radikale Kritik der gesellschaftlichen Verhältnisse und für eine internationalistische Bewegung. Sie versteht sich als ein loses Netzwerk für linksgerichtete Debatten und Aktionen, die sich aus der Kapitalismus- und Globalisierungskritik ergeben. Sie wurde 1977 gegründet und ist damit eines der ältesten Basis-Netzwerke in Deutschland. Der Ursprung der BUKO lag in den Solidaritätsbewegungen mit den Befreiungskämpfen im Süden, wobei sie den offenen Dialog mit anderen Bewegungen und NGOs sucht, um für eine Welt ohne entwürdigende Lebens- und Arbeitsbedingungen, Armut, Sexismus, Rassismus, Homophobie, Antisemitismus, Zerstörung der Lebensgrundlagen und andere Formen struktureller Gewalt zu kämpfen.
Neben den zu Themen wie Landwirtschaft, Biopiraterie, Rüstungsexport (bis 2008) und Medikamente spezialisierten Interessengruppen, sogenannten BUKO-Kampagnen, bildeten sich die beiden Arbeitsschwerpunkte „Weltwirtschaft“ und „Alternativer Handel“, die jedoch nicht mehr aktiv sind. Darüber hinaus gibt es (Stand: April 2011) in der BUKO folgende Arbeitsschwerpunkte: den AS Bildung und Emanzipation (AS BiEm), den AS Gesellschaftliche Naturverhältnisse (GesNat) und den AS StadtRaum (ASSR). Der Dachverband hat seinen Sitz in Hamburg.

## Geschichte
In den 1970er Jahren entstanden in Deutschland viele unabhängig voneinander arbeitende Solidaritätsbewegungen, Eine-Welt-Läden und linkspolitische Aktionsgruppen. Sie deckten ein relativ breites politisches Spektrum ab, das ebenso kirchliche Gruppen wie auch außerparlamentarische linke Gruppierungen (APO, Friedensbewegung ...) beinhaltete. Besondere Aufmerksamkeit wurde den politischen und ökonomischen (Miss-)Verhältnissen in Vietnam, Südafrika, Chile, Nicaragua und El Salvador gewidmet.
1977 wurde ein Dachverband gegründet, der zunächst nicht mehr war als ein Kongress und sich BUKO – Bundeskongress entwicklungspolitischer Aktionsgruppen nannte. Hier sollten die gemeinsamen Interessen herausgearbeitet sowie konzertierte Aktionen initiiert werden. Der Zusammenschluss kam durch das Bundesministerium für wirtschaftliche Zusammenarbeit und Entwicklung zustande, das einen Ansprechpartner für die politisch bedeutsam werdende, aber kaum zu überblickende Solidaritätsbewegung suchte.
Als der Einfluss anderer, fest strukturierter NGOs wie z. B. Greenpeace in den 1980er Jahren oder später attac zunahm, geriet die BUKO als Teil der sozialen Bewegungen in eine Krise. Viele Aktivisten wanderten ab, einige schlossen sich den Grünen an. Ins öffentliche Bewusstsein rückte die BUKO erst wieder 1987 bei den Demonstrationen vor und während der IWF/Weltbank-Tagung in Berlin.
Seit 1977 finden jährliche Kongresse mit 500 bis 800 Teilnehmenden statt, zu denen auch internationale Gäste geladen werden. Auf dem Kongress im Jahre 2002 kam es anlässlich des 25-jährigen Jubiläums zu einer inhaltlichen und strukturellen Neuausrichtung der BUKO, die zur Umbenennung vom Bundeskongress entwicklungspolitischer Aktionsgruppen zur Bundeskoordination Internationalismus führte. Neben dem Kongress bietet die BUKO Seminare und Veranstaltungen zu diversen Themen an, u. a. zu Commons, Recht auf Stadt, Klimawandel und Postkolonialismus.

## Publikationen
- BUKO (Hg.): Bausteine für eine internationalistische Linke. Verlag Assoziation A.
- alaska – ehemalige Zeitschrift für Internationalismus
- BUKO-Pharma-Brief der BUKO Pharma-Kampagne
- BUKO-Rundbrief der Geschäftsstelle und des Sprecher/innenrates (eingestellt)
- Kaperbrief der BUKO-Kampagne "Biopiraterie"